# Баррі Віндем
Баррі Клінтон Віндхем (народився 4 липня 1960 року) - американський професійний реслер на пенсії. Син реслера Блекджека Маллігана, він найбільш відомий своїми виступами в Національному Альянсі Реслінгу (NWA) та World Championship Wrestling (WCW).
У NWA/WCW він був одноразовим Чемпіоном Світу у важкій вазі NWA, одноразовим Чемпіоном США у важкій вазі NWA, одноразовим Телевізійним Чемпіоном NWA, одноразовим Чемпіоном Західних Штатів NWA, чотириразовим Командним Чемпіоном Світу NWA (Mid Atlantic)/WCW і одноразовим Командним Чемпіоном США NWA з Роном Гарвіном. У WWF він був дворазовим Командним Чемпіоном Світу зі своїм свояком, Майком Ротундою. 31 березня 2012 року Віндема було введено до Зали слави WWE як члена угрупування "Чотири Вершники".